# Paul Edwin Roth
Paul Edwin Roth (* 22. Oktober 1918 in Hamburg; † 27. Oktober 1985 ebenda) war ein deutscher Schauspieler und Synchronsprecher.

## Biografie
Nach dem Abitur am Johanneum in Hamburg besuchte Roth von 1937 bis 1939 die Schauspielschule des Deutschen Schauspielhauses Hamburg. Sein Bühnendebüt gab er 1939 als Gustave de Grignon in Eugène Scribes Was den Damen gefällt am Stadttheater Heilbronn. Es folgten Theaterengagements u. a. in Karlsruhe, Heidelberg, Darmstadt, Berlin (Hebbel-Theater, Schillertheater), bei den Ruhrfestspielen Recklinghausen und am Schauspielhaus Zürich.
1947 gab er neben Hans Albers in Josef von Bákys … und über uns der Himmel sein Spielfilmdebüt. Zu seinen weiteren Filmen zählen Slatan Dudows Drama Unser täglich Brot (zugleich seine einzige Arbeit bei der DEFA), Frank Wisbars Kriegsdrama Fabrik der Offiziere (nach Hans Hellmut Kirst), Bernhard Wickis Satire Das Wunder des Malachias, die Simmel-Verfilmungen Und Jimmy ging zum Regenbogen und Der Stoff aus dem die Träume sind, der international produzierte Kriegsfilm Der längste Tag. Seine erste große Fernsehrolle (1957) war die des Kriegsheimkehrers Beckmann in Draußen vor der Tür nach Wolfgang Borchert, einer NDR-Produktion mit Malte Jaeger unter der Regie von Rudolf Noelte. Es folgten die Fernsehsatire Zwei Tote im Sender und Don Carlos im PoGl (zum 20. Jahrestag des ZDF-Programmstarts), Krimis wie Vier Schlüssel (Regie: Jürgen Roland) und vier Tatort-Filme. Im Straßenfeger Die Gentlemen bitten zur Kasse verkörperte er den britischen Posträuber Peter Masterson und in der ARD-Serie Sherlock Holmes den Dr. Watson (neben Erich Schellow in der Titelrolle). Darüber hinaus gab er Gastspiele in Fernsehserien wie Gestatten, mein Name ist Cox (als Thomas Richardson gehörte er während der zweiten Staffel zu den Hauptfiguren), Stahlnetz, Der Kommissar, Sonderdezernat K1 und Der Alte.
Darüber hinaus arbeitete Roth seit 1950 umfangreich als Synchronsprecher und lieh seine Stimme international bekannten Schauspiel-Kollegen wie Jean-Paul Belmondo (Und dennoch leben sie), Dirk Bogarde (u. a. Der spanische Gärtner), Michel Bouquet (u. a. Zwischen Tod und Leben, Hühnchen in Essig), Montgomery Clift (u. a. Misfits – Nicht gesellschaftsfähig und Freud), Tony Curtis (u. a. Trapez), Peter Cushing (Kinder der Straße), Henry Fonda (Gehetzt), Glenn Ford (Pulver und Blei), Jean Gabin (Die große Illusion), James Garner (36 Stunden), Marcello Mastroianni (Adua und ihre Gefährtinnen), Yves Montand (Machen wir’s in Liebe), Philippe Noiret (Der Richter und der Mörder), Michel Piccoli (Der 10. Tag), Tyrone Power (Marie Antoinette) und John Wayne (Der lange Weg nach Cardiff und Die Revolverhelden von Wyoming). In der aufwendigen internationalen Co-Produktion Der längste Tag synchronisierte er zudem seinen französischen Kollegen Jean-Louis Barrault in der Rolle des Pater Roulland, obwohl er selbst in einer kleineren Rolle (als Oberst Schiller) in dieser Produktion mitwirkte.
Paul Edwin Roth starb 1985 im Alter von 67 Jahren in seiner Heimatstadt. Er wurde auf dem Waldfriedhof von Wedel, Kreis Pinneberg, beigesetzt.

## Filmografie (Auswahl)
- 1947: … und über uns der Himmel
- 1948: Unser täglich Brot
- 1955: Kinder, Mütter und ein General
- 1955: Ingrid – Die Geschichte eines Fotomodells
- 1957: Draußen vor der Tür
- 1958: Gestehen Sie, Dr. Corda!
- 1958: Der kaukasische Kreidekreis
- 1958: Der Tod auf dem Rummelplatz
- 1958: Stahlnetz: Die blaue Mütze
- 1958: Stahlnetz: Die Tote im Hafenbecken
- 1959: Stahlnetz: Aktenzeichen: Welcker u. a. wegen Mordes
- 1959: Unser Wunderland bei Nacht
- 1960: Achtung, Brillenschlange!
- 1960: Im Namen einer Mutter
- 1960: Fabrik der Offiziere
- 1961: Das Wunder des Malachias
- 1962: Der längste Tag (The Longest Day)
- 1962: Der Biberpelz
- 1965: Acht Stunden Zeit
- 1965: Bernhard Lichtenberg
- 1965: Gestatten, mein Name ist Cox (2. Staffel, 13 Folgen)
- 1966: 4 Schlüssel
- 1966: Die Gentlemen bitten zur Kasse (Fernsehdreiteiler)
- 1966: Weiß gibt auf
- 1967–1968: Sherlock Holmes (6 Folgen)
- 1968: Das Kriminalmuseum – Die Reifenspur
- 1969: Der Kommissar – Das Ungeheuer
- 1969: Die Hupe – Eine Schülerzeitung (13 Folgen)
- 1969: Ein Jahr ohne Sonntag
- 1969: Meine Schwiegersöhne und ich (Fernsehserie)
- 1970: Der Kommissar – Anonymer Anruf
- 1971: Hamburg Transit – S2E06 Mord auf Spesenkonto
- 1971: Das Freudenhaus
- 1971: Und Jimmy ging zum Regenbogen
- 1972: Unsere heile Welt (Fernsehserie)
- 1972: Tatort – Strandgut
- 1972: Der Stoff aus dem die Träume sind
- 1972: Agent aus der Retorte
- 1972: Der Illegale (Fernsehdreiteiler)
- 1973: Der Bastian
- 1974: Unter einem Dach – Der Stromausfall (Fernsehserie)
- 1974: Eine geschiedene Frau
- 1974: Memento Mori
- 1975: Eurogang – Blüten für Frankfurt
- 1975: Als Hitler das rosa Kaninchen stahl (Buchvorstellung bei Lemmi und die Schmöker), WDR[2]
- 1975: Der Kommissar – Am Rande der Ereignisse
- 1975: Kommissariat 9 – Potemkin lässt grüßen
- 1976: Die Hinrichtung
- 1976: Tatort – Kassensturz
- 1976: Gesucht wird... – Bernhard Lippert (Fernsehserie, eine Folge)
- 1977: In freier Landschaft (Fernseh-Zweiteiler)
- 1977: Sonderdezernat K1 – 2:1 fürs SK1
- 1978: Heinrich Heine
- 1978: Geschichten aus der Zukunft (Fernsehserie, eine Folge)
- 1980: Drei Schwedinnen auf der Reeperbahn
- 1980: St. Pauli-Landungsbrücken (Fernsehserie, eine Folge)
- 1981: Tatort – Das Zittern der Tenöre
- 1982: Zwei Tote im Sender und Don Carlos im PoGl
- 1982: Tatort – Trimmel und Isolde
- 1982: Unheimliche Geschichten (Fernsehserie, Folge 3) – Zwei Augen im Dunkel
- 1983: Es gibt noch Haselnußsträucher
- 1984: Pogo 1104 (Fernsehserie, Folge 1)
- 1985: Der Alte – Flüstermord (Fernsehserie, eine Folge)
- 1985: Seitenstechen
- 1985: Tegtmeier – Gift und Galle

## Hörspiele
- 1984: Per Wahlöö: Mord im 31. Stock – Regie: Gottfried von Einem (Kriminalhörspiel – RB)